# フィン庭園
座標: 北緯30度10分 東経53度10分 / 北緯30.167度 東経53.167度
フィン庭園（ペルシャ語: باغ فین、英: Fin Garden）は、イラン・カーシャーンにあるペルシャ式庭園である。フィン庭園内には、1852年、ガージャール朝・ナーセロッディーン・シャーの宰相を勤めたアミール・キャビールが暗殺された浴場も含まれている。
2011年、「ペルシャ式庭園」(英語: The Persian Garden,フランス語: Le jardin persan)の登録名で、他のイラン国内の8つのペルシャ式庭園とともに、ユネスコの世界遺産に登録された。

## 歴史
フィン庭園の起源はサファヴィー朝以前にあったと考えられている。もともと、フィン庭園は、カーシャーン以外の場所にあったものが移築されたと伝えられているが、その明確な証拠は見つかっていない。
現存するフィン庭園の建設は、アッバース1世の時代に建設された。もともと、カーシャーンの南西数マイルのところのフィン村の付近にはペルシャ式庭園があった
。
アッバース2世時代まで、サファヴィー王家は、フィン庭園の拡張工事が実施された。その後、ガージャール朝のファトフ・アリー・シャーがフィン庭園を高く評価し、再拡張が実施されるようになった。とはいえ、それ以後、フィン庭園は放置された。
1935年、イランの国家財産の1つにリストアップされ、2007年9月8日には、ユネスコの世界遺産暫定リストに登録された。

## 構造
フィン庭園の中庭は、4本の塔を伴う城壁に囲まれている。面積は、2.3ヘクタール。庭園を維持するために、現代では多くの水を利用している。フィン庭園のそばの丘には、泉があり、その泉の水を利用して、庭園内に数多くあるプールや噴水に供給されている。とはいえ、これらの水の供給には、機械的なポンプを必要とはしていない。
庭園内には、イトスギが多く植えられており、サファヴィー朝、ザンド朝、ガージャール朝時代の建築の特徴をよく残している。

## 世界遺産登録基準
この世界遺産は世界遺産登録基準のうち、以下の条件を満たし、登録された（以下の基準は世界遺産センター公表の登録基準からの翻訳、引用である）。
- (1) 人類の創造的才能を表現する傑作。
- (2) ある期間を通じてまたはある文化圏において、建築、技術、記念碑的芸術、都市計画、景観デザインの発展に関し、人類の価値の重要な交流を示すもの。
- (3) 現存するまたは消滅した文化的伝統または文明の、唯一のまたは少なくとも稀な証拠。